# Hegemony III: Clash of the Ancients
Hegemony III: Clash of the Ancients — компьютерная игра в жанре глобальной стратегии из серии Hegemony была разработанная канадской студией Longbow Games, Торонто, Онтарио в 2015. В игре сочетается историческая глобальная стратегия с сражениями в реальном времени на единой карте.

## Игровой процесс
Игра вращается вокруг управления империей, завоеваний и управления ресурсами. Игрок может увеличивать и уменьшать масштаб в любое время между стратегической 2D-картой и 3D-тактической картой, в то время как игра будет развиваться (с возможностью паузы) в реальном времени. Уникальной механикой является создание цепочек поставок, которые соединяются с центрами снабжения через инфраструктуру игрока, обеспечивая таким образом поставки для их армий. Победа может быть достигнута за счёт сочетания культурного, военного и экономического превосходства. В Hegemony III песочница (sandbox) в Италии до возвышения Рима занимает центральное место, и миссии появляются органично с течением времени, а не как часть установленного исторического повествования.

## Моддинг
Игра содержит редактор карт, с помощью которого игрок может создавать свои собственные карты. Hegemony III также предлагает полную поддержку Steam Workshop для моддинга. Некоторые из наиболее популярных модификаций включают:
- Classical World (Классический мир), которая содержит карту Европы, Северной Африки и Ближнего Востока, а также других фракций.
- Iberia (Иберия), которая содержит карту Испании с двумя кампаниями, охватывающими период после Первой Пунической войны.
- Latium, которая содержит подробную карту региона Latium и механику религии.

Кроме того, доступна русская локализация, то есть перевод графического интерфейса и отображаемых текстов на русский язык.

## Дополнения
- The Eagle King — Вместе с платным дополнением игрок получает расширенную карту песочницы, включающую остров Сицилия: собственно мини-песочница на Сицилии, затем кампания «Вторжение», где игрок будет шастать по италийскому полуострову вдоль и поперёк в поисках нового дома, и, наконец, новая кампания «Eagle King». Она в значительной степени заскриптована и отображает борьбу царя Пирра против молодой, но расширяющейся римской Республики[3].
- Isle of Giants — Расширение карты, включающее Сицилию и Корсику, объявлено на 2021 год

## Отзывы
На Steam игра получила «преимущественно положительный» рейтинг (78/100).

## Ссылка
- Официальный сайт игры Hegemony III
- Официальная Вики
- Русификатор